# Tsijisdziri
Tsijisdziri (en georgiano: ციხისძირი) es un pueblo de Georgia ubicado en el oeste de la República Autónoma de Ayaria, que forma parte del municipio de Kobuleti. En este lugar se encuentra un yacimiento arqueológico y las ruinas de una ciudad fortificada de la Antigüedad tardía, que se identifica con la principal ciudad-fortaleza construida por los romanos en Lázica, Petra.

## Geografía
Tsijisdziri está en la costa del mar Negro, 8 km al sur de Kobuleti.

## Historia
Tsijisdziri está identificado por la opinión académica dominante con la ciudad-fortaleza romana de Petra, fundada a instancias del emperador Justiniano I en 535 y, después de una serie de batallas por la posesión de esa ciudad durante la guerra lázica con los persas sasánidas, demolido por los propios romanos para evitar que volviera a ser objetivo del enemigo en el año 551. Posteriormente, el lugar siguió albergando un baluarte de cierta importancia, denominado la fortaleza de los diablos, (ts'ikhe k'ajet'isa), mencionada por el erudito georgiano Vajushti de Kartli en su geografía de 1745 como situado cerca de la pequeña ciudad de Kobuleti, en "el borde del mar, ... fuerte, construido sobre un alto acantilado, que posee un túnel rocoso, curvo como un camino".
En la época de Vajushti, el pueblo había estado bajo el dominio otomano. Durante la guerra ruso-turca (1828-1829), Tsijisdziri, entonces uno de los asentamientos fronterizos entre Ayaria (dominada por los otomanos) y Guria, controlada por los rusos, fue testigo de la lucha entre los dos imperios. Fue allí donde, en septiembre de 1829, el comandante otomano de origen musulmán georgiano, Ahmed-Pasha Jimshiashvili, rechazó una invasión del general ruso Karl Hesse. Durante la guerra ruso-turca (1877-1878), el ejército otomano fortificó fuertemente las alturas de Tsijisdziri, lo que les permitió bloquear con éxito dos intentos rusos de capturar Tsijisdziri y avanzar hacia Batumi el 12 de abril de 1877 y el 18 de enero de 1878. Sin embargo, un la eventual derrota en la guerra obligó a los otomanos a ceder Ayaria al Imperio ruso. 
En el período soviético, Tsijisdziri se convirtió en uno de una serie de balnearios en el suroeste de Georgia y continúa disfrutando de los visitantes de verano hasta el día de hoy.

## Demografía
La evolución demográfica de Tsijisdziri entre 2002 y 2014 fue la siguiente:
| 2253                                            | 2472 |
| (Fuente: Population of Georgia in Soviet times) |      |

Según el último censo del año 2014, el pueblo tenía una población de aproximadamente 2472 habitantes, mayoritariamente georgianos.

## Cultura

### Arqueología
El estudio arqueológico sistemático del sitio comenzó en 1962 y produjo varias capas de asentamientos humanos y varios artefactos, el más antiguo de los cuales data del final de la Edad del Bronce, cuando el área se encontraba dentro del área de cultura de Colchis. Al norte de Tsijisdziri, en Bobokvati, a unos 200 m de la costa, se descubrieron asentamientos de dunas que datan del siglo VIII a C. En los siglos siguientes, se establecieron una serie de antiguas colonias griegas a lo largo del litoral oriental del Mar Negro. 
No hay evidencia literaria de que existiera una colonia griega en Tsijisdziri, pero las excavaciones arqueológicas revelaron los entierros de adultos y niños en ánforas del siglo V a C, establecidos en niveles de asentamientos de dunas anteriores. Los artefactos desenterrados allí incluyen un ático skyphos de tipo corintio y lécitos del dibujante de Hemón, datado en c. 470.